# 家禽車
家禽車（かきんしゃ）は、有蓋貨車の一種。

## 概要
ニワトリやアヒルなどの家禽類を籠に入れ、生きたまま輸送するために考案された車両である。輸送中に積荷の窒息・圧死事故が多発したため、これを解消するために開発された。

## 日本国有鉄道の家禽車
鉄道省および日本国有鉄道（国鉄）における記号は、パで、英語で家禽を意味するパルトリー（Pourltry）から採られた。パ1形及びパ100形の2形式が存在した。なお、国鉄の車輌形式記号に原則として半濁点は使用しないが、普通車の「ハ」と区別するために例外として半濁点の使用が認められた。
従来、家禽類は平籠に入れて家畜車などを使用して輸送していたが積載効率が悪く、運賃負担が嵩む欠点があった。それを解決するため、名古屋鉄道局で考案されたものである。
妻板と側板を透かし張りとし、扉は網戸として片側2ヵ所に設けた。屋根は断熱のため二重構造とし、通風器が設置されている。車内には鳥籠を効率よく積載するため荷室を2つに分けて5段の棚を設置し、床面と合わせて6段として、1車あたり約70個の鳥籠が積載できるようになっていた。
配置は1937年（昭和12年）現在新潟鉄道局4両、名古屋鉄道局30両、広島鉄道局5両、門司鉄道局6両。

### パ1形
パ1形は、1928年（昭和3年）から1934年（昭和9年）5月にかけてワ1形、ワ17000形、ワフ8000形およびワフ11800形から国鉄工場にて改造製作した10t積み二軸車である。合計30両（パ1 - パ30）が製作された。
全車専属貨車に指定され、常備駅が定められた。配置は1951年（昭和26年）11月現在、長野駅2両、豊橋駅6両、静岡駅3両、磐田駅4両、尾張一宮駅7両、岡山操車場1両、志布志駅5両であった。
塗色は、黒であり、全長は6,605mm、全幅は2,530mm、全高は3,886mm、軸距は3,048mm、自重8.2 - 8.5t、換算両数は積車1.4、空車0.8、走り装置はシュー式、最高運転速度は65km/h、車軸は10t長軸であった。
1952年（昭和27年）に「老朽貨車の形式廃車」の対象形式に指定され、同年6月26日通達「車管第1232号」により告示された。（当時の在籍車数は27両であった）

### パ100形
パ100形は、1935年（昭和10年）2月から1937年（昭和12年）3月にかけてワ21000形から15両（パ100 - パ114）が名古屋工場、金沢工場の2箇所にて改造製作された10t積み二軸車である。
全車専属貨車に指定され、常備駅が定められた。配置は1951年（昭和26年）11月現在、長野駅2両、静岡駅1両、尾張一宮駅1両、土岐津駅（現在の土岐市駅）4両、大曽根駅2両、岡山操車場駅2両、志布志駅1両であった。
塗色は、黒であり、全長は6,617mm、全幅は2,605mm、全高は3,886mm、軸距は3,048mm、自重8.7 - 9.3t、換算両数は積車1.4、空車0.8、走り装置はシュー式、最高運転速度は65km/h、車軸は10t長軸であった。
1960年（昭和35年）2月4日に最後まで在籍したパ114が廃車となり、同時に形式消滅となった。
冷凍技術の発達によって輸送能率および輸送効率に難点のある鉄道による家禽輸送は廃止されたため、事実上の家禽車の消滅となった。